# Constantin al VII-lea Porfirogenetul

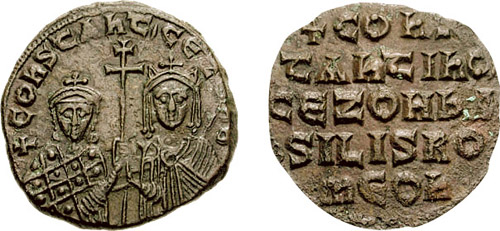
Constantin și mama sa Zoe

Constantin VII Porfirogenetul sau Constantinus Porphyrogenicus (n. 18 mai 905 d.Hr., Constantinopol, Imperiul Roman de Răsărit – d. 9 noiembrie 959 d.Hr., Constantinopol, Imperiul Roman de Răsărit) a fost împărat bizantin între 913 și 959 (între 920 și 945, doar cu titlul, fără funcție în stat), fiul lui Leon VI Filozoful și al Zoei Karbonopsina.

## Date biografice
Cea mai mare parte a domniei sale a fost dominată de co-regenti: din 913 până în 919 a fost sub regența mamei sale, în timp ce din 920 până în 945 a împărțit tronul cu Romanos Lekapenos,  cu a cărui fiică Elena s-a căsătorit, și fiii săi. Constantin al VII-lea este cel mai bine cunoscut pentru Geoponika (τι γεοπονικς), un important tratat agronomic compilat în timpul domniei sale, și cele patru cărți ale sale, De Administrando Imperio (purtând în limba greacă titlul Πρὸς τὸν ἴδιον υἱὸν Ῥωμανόν), De Ceremoriis (Περὶ τς βασιλειος Τιεως), De Thematibus (Περὶ θεμιτων Ινατολς καὶ Δṣσεως) și Vita Basilii (Βιος Βασιλειος).
A descris printre altele, deplasarea varegilor cu bărcile pe Nipru și Nistru, pe calea cunoscută sub numele "de la varegi la greci". După ce ajungeau la Marea Neagră, varegii se deplasau de-a lungul țărmului mării, cu escale la Aspron (Cetatea Albă), Sulina, Conopa, Tomis și alte porturi până la Constantinopol. 
În timpul său s-a construit în Hipodromul din Constantinopol un alt obelisc (pe lângă cel existent deja, adus din Egipt de  Teodosiu cel Mare în 390). Acesta a fost inițial acoperit cu plăci din bronz aurit, dar au fost furate de trupele latine în cruciada a patra. Miezul din piatră al acestui monument a supraviețuit și este cunoscut sub numele de Obeliscul zidit sau coloana zidită.

## Raritate numismatică
Geologul Frantisek Posepny a găsit la Ocna Mureș în anul 1861 o monedă rară de aur („solidus“) emisă între anii 945-959 la Constantinopol (4,41 g, 2 cm diametru) în timpul împăratului Constantin al VII-lea Porfirogenet. Aceasta se găsea în posesia cetățeanului Grüns Gippelpächter. In Transilvania s-au găsit în total numai 7 astfel de monede, în diferite localități. 
Avers: Isus, cu nimbus (aură) în jurul capului, îmbrăcat cu un pallium (mantie) si un colobium (tunică fără brațe), binecuvȃntează cu mȃna dreaptă ridicată, în mȃna stȃngă ține o evanghelie.
Revers: în stȃnga împăratul Constantin al VII-lea Porfirogenet (905-959) cu barbă scurtă, îmbrăcat cu un loros (costum bizantin), în dreapta e fiul său Roman al II-lea (938-963), viitor împărat, fără barbă, îmbrăcat cu chlamys (hlamidă, mantie făcută dintr-o bucată dreptunghiulară de stofă albă sau roșie), ambii cu coroane pe cap, ținȃnd între ei o cruce lungă patriarhală.

## Galerie de imagini

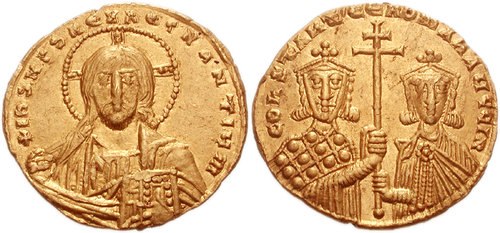
Monedă de aur “solidus” emisă între anii 945-959 cu chipurile lui Constantin al VII-lea Porfirogenet şi Roman al II-lea